# Danh sách ngân hàng Bắc Triều Tiên
Đây là danh sách ngân hàng ở Cộng hòa Dân chủ Nhân dân Triều Tiên.

## Danh sách

### Ngân hàng trung ương
- Ngân hàng Trung ương Cộng hòa Dân chủ Nhân dân Triều Tiên[1]

### Ngân hàng địa phương
- Ngân hàng Liên doanh Chinmyong (진명합영은행)[2]
- Ngân hàng Hợp tác Dân sự (민사협조은행)[2]
- Ngân hàng Tín dụng Daedong[3]
- Ngân hàng Daesong Triều Tiên[3]
- Ngân hàng Ngoại thương Cộng hòa Dân chủ Nhân dân Triều Tiên[4]
- Ngân hàng Kumgang (금강은행)[4]

### Ngân hàng nước ngoài
- Ngân hàng Golden Star (đóng cửa vào tháng 6 năm 2004)[5]
- Ngân hàng Thương mại Joson
- Ngân hàng Danchon (trước đây gọi là Ngân hàng Tín dụng Chang-Kwang)
- Ngân hàng Koryo